# ريكاردو سيلفا (لاعب كرة قدم)
ريكاردو سيلفا (بالبرتغالية: Ricardo Emídio Ramalho da Silva‏) هو لاعب كرة قدم برتغالي في مركز الدفاع، ولد في 26 سبتمبر 1975 في بورتو في البرتغال. شارك مع منتخب البرتغال تحت 21 سنة لكرة القدم. أما مع النوادي، فقد لعب مع أونياو ليريا وشينيك ياروسلافل وفيتوريا دي غيماريش ونادي بوافيشتا ونادي بورتو ونادي بيرا مار ونادي فيتوريا سيتوبال ونادي ماريتيمو وF.C. Felgueiras ‏ وPadroense F.C. ‏ وA.D. Esposende ‏ وFC Porto B ‏.

## وصلات خارجية
- ريكاردو سيلفا على موقع قاعدة بيانات كرة القدم.إي يو (الإنجليزية)
- ريكاردو سيلفا على موقع Soccerway.com (الإنجليزية)
- ريكاردو سيلفا على موقع عالم كرة القدم.نت (الإنجليزية)